# 청자 투각칠보문뚜껑 향로
청자 투각 칠보문 뚜껑 향로(靑磁 透刻七寶文蓋 香爐)는 세 마리의 토끼가 떠받치고 있는 능화반 위에 앙련화판으로 겹겹이 싸여 있고, 그 위에 둥근 윤대 위에 칠보문을 투각한 구형을 얹은 화로가 놓여 있는 모습의 향로이다.
화반 가장자리에는 초화와 당초문을 음각하여 돌려놓았고, 세 마리의 토끼 눈은 검은 점을 찍었으며, 몸체의 나뭇잎에는 잎맥까지 양각으로 나타내었다. 칠보문이 교차하는 부분에 각각 백상감으로 한 점씩 장식되어 있어 상감청자의 일종으로 볼 수 있다. 유색은 담청을 머금은 비색이며, 은은한 광택이 나있다.

## 개요
고려 전기의 청자 향로로, 높이 15.3cm, 대좌지름 11.2cm의 크기이며 뚜껑과 몸통 두 부분으로 구성되어 있다. 
뚜껑은 향이 피어올라 퍼지도록 뚫어서 장식한 구형(球形) 부분과 그 밑에 받침 부분으로 되어 있다. 
구형 부분 곳곳의 교차 지점에는 흰 점이 하나씩 장식되어 있다. 몸통은 두 부분으로 윗부분은 둥근 화로 형태인데, 몇 겹의 국화잎으로 싸여있고 다시 커다란 국화잎이 이를 받치고 있다. 아래 부분은 향로 몸체를 받치고 있는 대좌로, 3 마리의 토끼가 등으로 떠받들고 있다. 대좌의 옆면에는 덩굴무늬가 새겨져 있으며 토끼의 두 눈은 검은 점을 찍어서 나타냈다. 유약은 회청색으로 은은한 광택이 난다. 
이 작품은 상감청자의 일종으로 볼 수 있는데, 고려 청자에서는 드물게 다양한 기교를 부린 작품이라고 할 수 있다. 공예적인 섬세한 장식이 많은 듯 하면서도 전체적으로 조화와 균형이 잘 잡힌 안정감 있는 뛰어난 청자 향로이다. 

## 참고자료
- 청자 투각칠보문뚜껑 향로 - 국가유산청 국가유산포털

 본 문서에는 서울특별시에서 지식공유 프로젝트를 통해 퍼블릭 도메인으로 공개한 저작물을 기초로 작성된 내용이 포함되어 있습니다.